# Davieau Island
Davieau Island är en ö i Kanada.   Den ligger i territoriet Nunavut, i den östra delen av landet, 1 300 km norr om huvudstaden Ottawa. Arean är 43 kvadratkilometer.
Terrängen på Davieau Island är platt. Öns högsta punkt är 87 meter över havet. Den sträcker sig 15,4 kilometer i nord-sydlig riktning, och 5,9 kilometer i öst-västlig riktning.